# 宇都宮市立横川中学校
宇都宮市立横川中学校（うつのみやしりつ よこかわちゅうがっこう）は、栃木県宇都宮市屋板町にある公立中学校。

## 沿革
出典
- 1947年（昭和22年）
  - 4月1日 - 河内郡横川村立横川中学校創設
  - 4月29日 - 横川村立横川中学校開校
- 1948年（昭和23年）12月5日 - 校舎竣工式挙行し、この日を創立記念日と定めた
- 1954年（昭和29年）9月25日 - 横川村が宇都宮市に編入合併に伴い、宇都宮市立横川中学校に校名変更
- 1965年（昭和40年）3月24日 - 校旗制定し樹立式
- 1970年（昭和45年）1月29日 - 体育館兼講堂落成
- 1971年（昭和46年）7月1日 - プ－ル竣工
- 1980年（昭和55年）1月18日 - 新校舎落成記念式
- 2008年（平成20年）3月4日 - 武道場（格技場）竣工

## 部活動
出典
- 野球部
- サッカー部
- 陸上競技部
- ソフトテニス部
- 男子バスケットボール部
- 女子バスケットボール部
- 男子バレーボール部
- 女子バレーボール部
- 卓球部
- 柔道部
- 剣道部
- 合唱部
- 吹奏楽部
- 美術部
- 科学部

## 通学区域
- 宇都宮市[5]
  - 横川地区
    - 下栗町の一部
    - 下栗1丁目の一部
    - 下桑島町の一部
    - 砂田町
    - 東横田町
    - 平松本町の一部
    - 屋板町
    - 西刑部町の一部
    - 東谷町の一部
    - インターパーク1丁目 - 6丁目

- 進学前小学校は、宇都宮市立横川東小学校、宇都宮市立横川中央小学校、宇都宮市立瑞穂台小学校である[3]。

## 行事
- 体育祭[6]